# Водяні горіхи звичайні

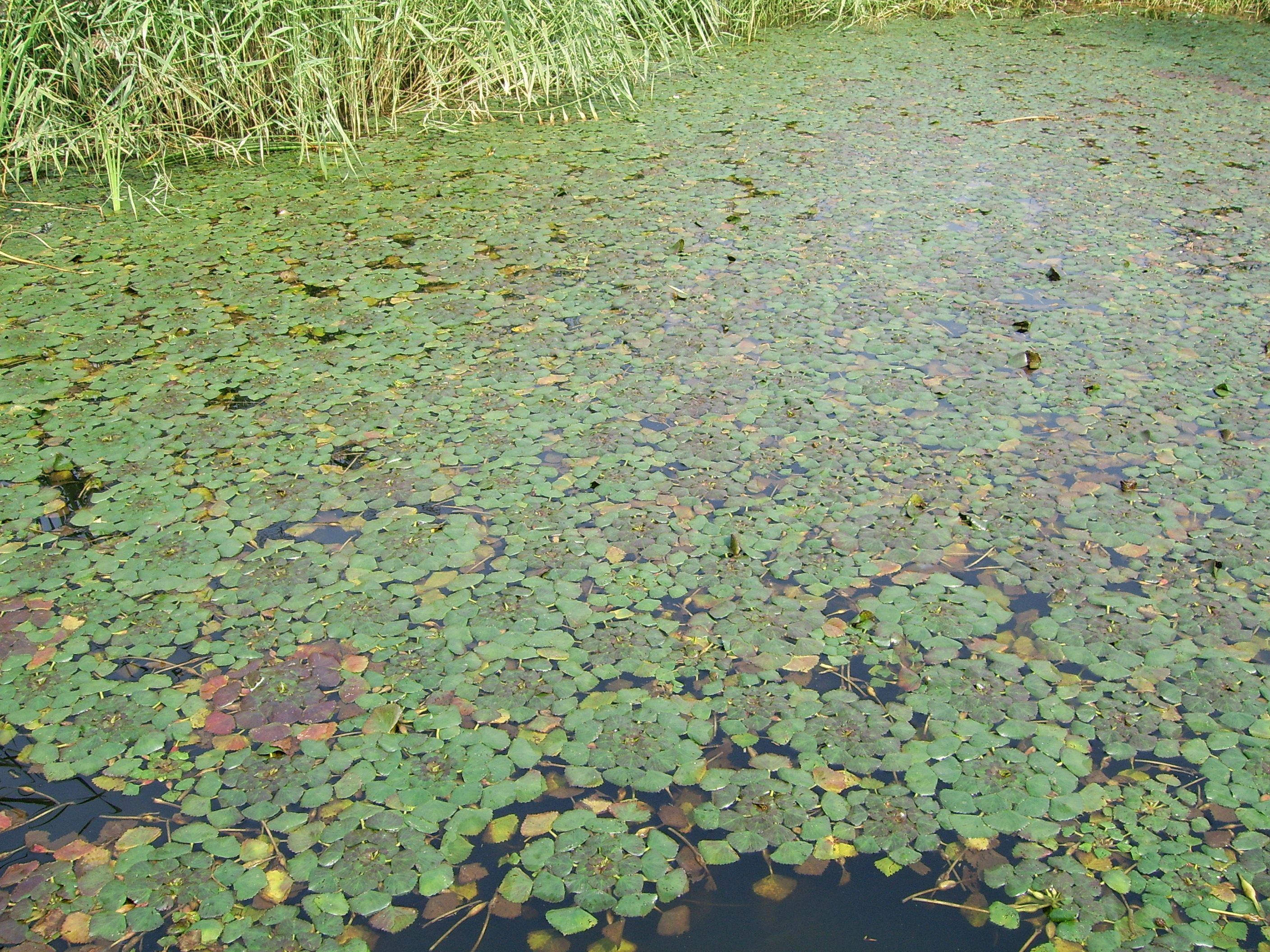
Зарослі горіха на озері

Водяні горіхи звичайні (Trapa natans L.) — вид рослин родини плакунових. Реліктовий (третинний) вид, занесений до Червоної книги України. Формація водяного горіху занесена до Зеленої книги України. 

## Морфологічна характеристика

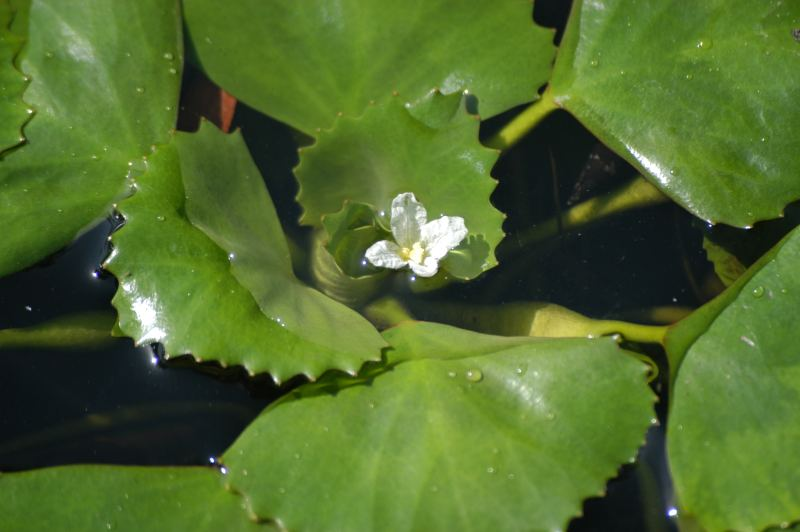
Квіти і листя

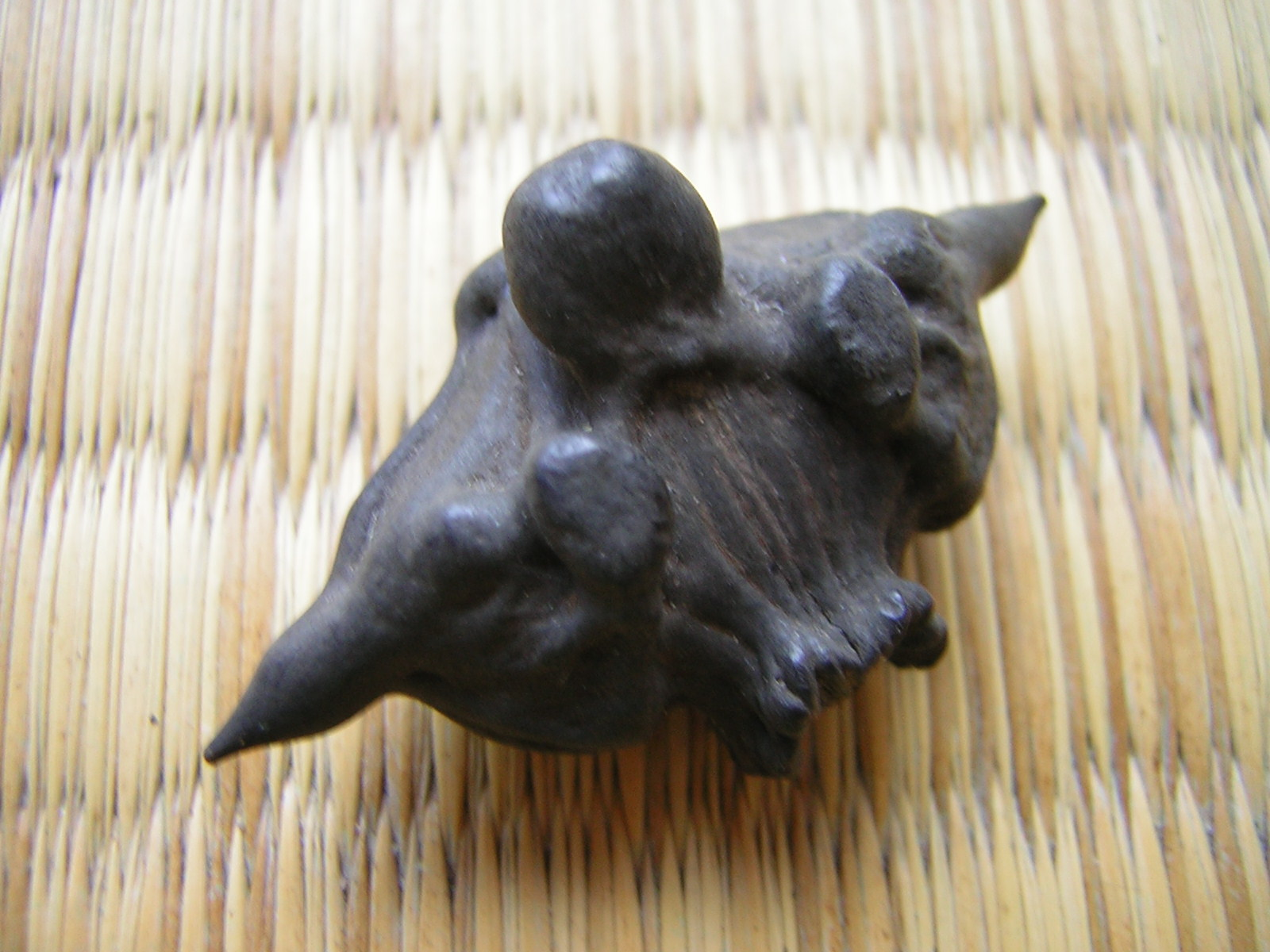
Плід водяних горіхів

Однорічна трав'яниста водяна рослина.

### Стебло
Стебло підводне, довге (40 — 150 см).

### Листя
Листки (завдовжки 3 — 4 см, завширшки 3 — 4,5 см) плаваючі, широкоромбічні, подібні за формою на листя берези, зі споду вздовж жилок опушені, зібрані у розетку. 
Ніжки завдовжки 3 — 10 см, циліндричні або з довгасто-еліптичним здуттям біля листової пластинки. Ніжки мають потовщення-здуття з бульбашками повітря, що слугують поплавками. Завдяки їм розетка листя утримується на поверхні води.

### Квіти
Квіти з'являються у пазухах листя у липні-серпні (за іншими даними — в кінці травня), утримуються під водою. На поверхні з'являються лише вранці або ввечері. Запилення квітів може відбуватися і під водою в закритих квітках.
Під водою на вигнутій квітконіжці утворюється з зав'язі твердий плід — горіх завдовжки 2 і навіть 5 сантиметрів, з чотирма, а у деяких видів з трьома або двома загнутими ріжками, що нагадують якір. Тому в деяких місцевостях рослину і прозвали: «чортів горіх», «рогатий горіх», «рогульник», «водяний каштан», «водяний горіх».

### Плоди
Розмножується плодами. Плоди (діаметр 6—10 мм) з твердою оболонкою, чотирирогі (є різновид дворогих). Плодоносить у серпні — вересні. Одна рослина здатна дати 10-15 горішків. Тверда оболонка горішків є перешкодою для поїдання плодів водяними пацюками, качками чи рибою. Аби утримати розетку листя та важкі горіхи, здуття рослини та бульбашки повітря в них збільшуються восени. Перші морози восени припиняють вегетацію, рослини гинуть, горішки падають на дно, а листя та стовбур згнивають.
Горіхи досить важкі, швидко тонуть і не здатні переноситися водою. Колись у перенесенні горішків брали участь великі ссавці — під час водопою вони заходили у воду, а горішки чіплялися до хутра тварин. Наступний водопій на новому місці — і горіхи потрапляли на нове місце. У зв'язку зі значним знищенням великих ссавців людиною під час полювань, цей спосіб розповсюдження рослин зараз не працює.
Коли з квіток починають розвиватися важкі горіхи, у листових ніжок збільшуються повітряні порожнини, які утримують на поверхні води рослину зі звислими до води горіхами. Коли до осені горіхи дозрівають, «канатик» від «якоря» не в змозі утримати при хвилях рослину — горіх зривається зі свого якоря і пливе по воді. Пізно восени листя і стебло рослини згнивають, а горіхи падають на дно, проникаючи в нього своїми ріжками. Весною горіх починає проростати, але не так, як насіння всіх рослин. У рослини виростає спочатку не корінь, а довга, як канат, сім'ядоля; і з неї розвивається стебло, а потім корінь. І корінь спочатку піднімається вгору, а потім опускається вниз, роблячи дугу. Довгий час утримує зачеплений за дно плід-якір цілу рослину, яка виросла з нього, котру і течія води не в силах відірвати і понести.
Горішки у воді зберігають здатність до проростання впродовж 40 років. Навесні проростання відбувається не у всіх, а лише у частини плодів, що є природним механізмом збереження виду.

## Поширення

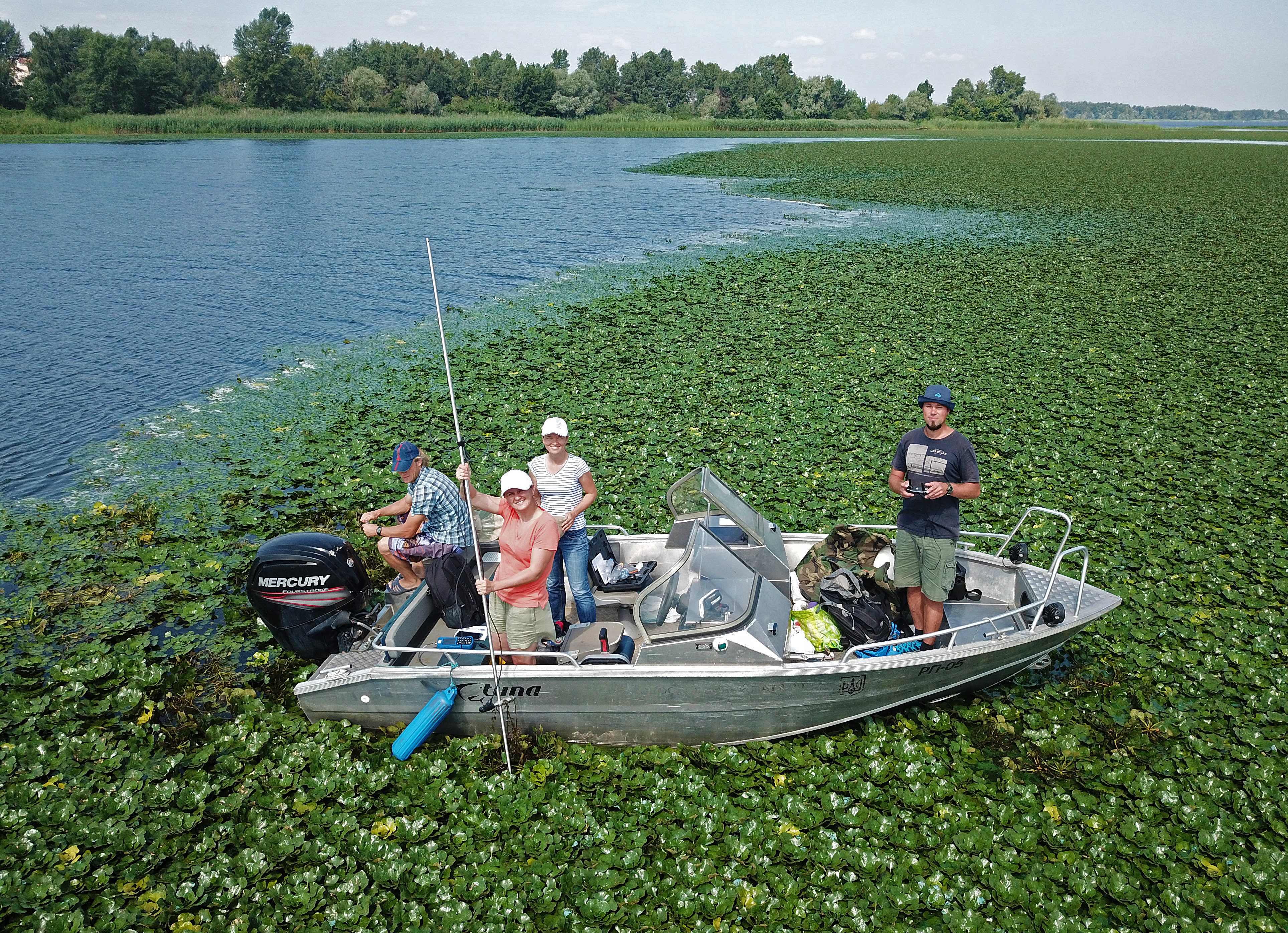
Зарості водяного горіха в акваторії Канівського водосховища

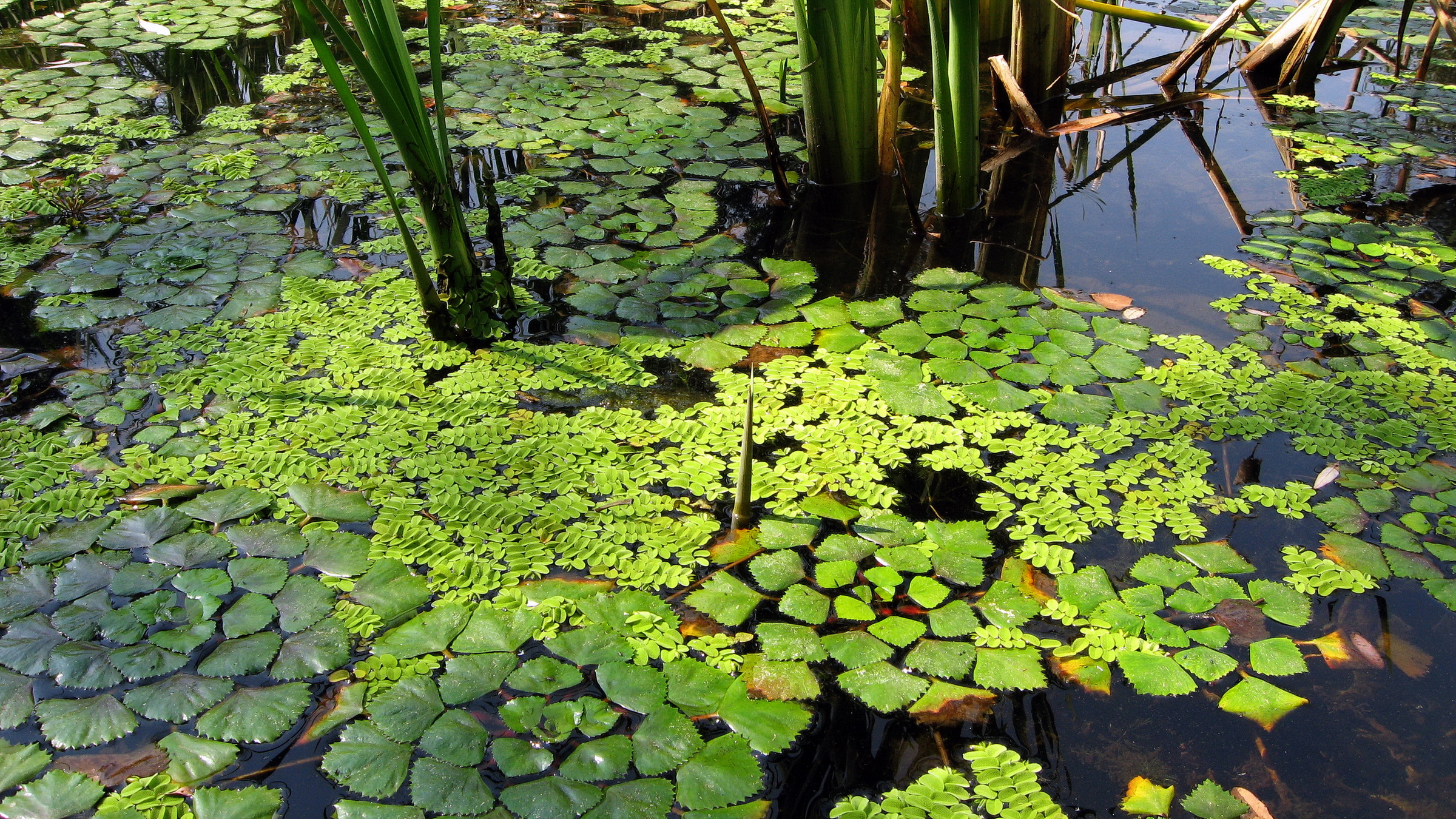
У Національному заповіднику "Хортиця"

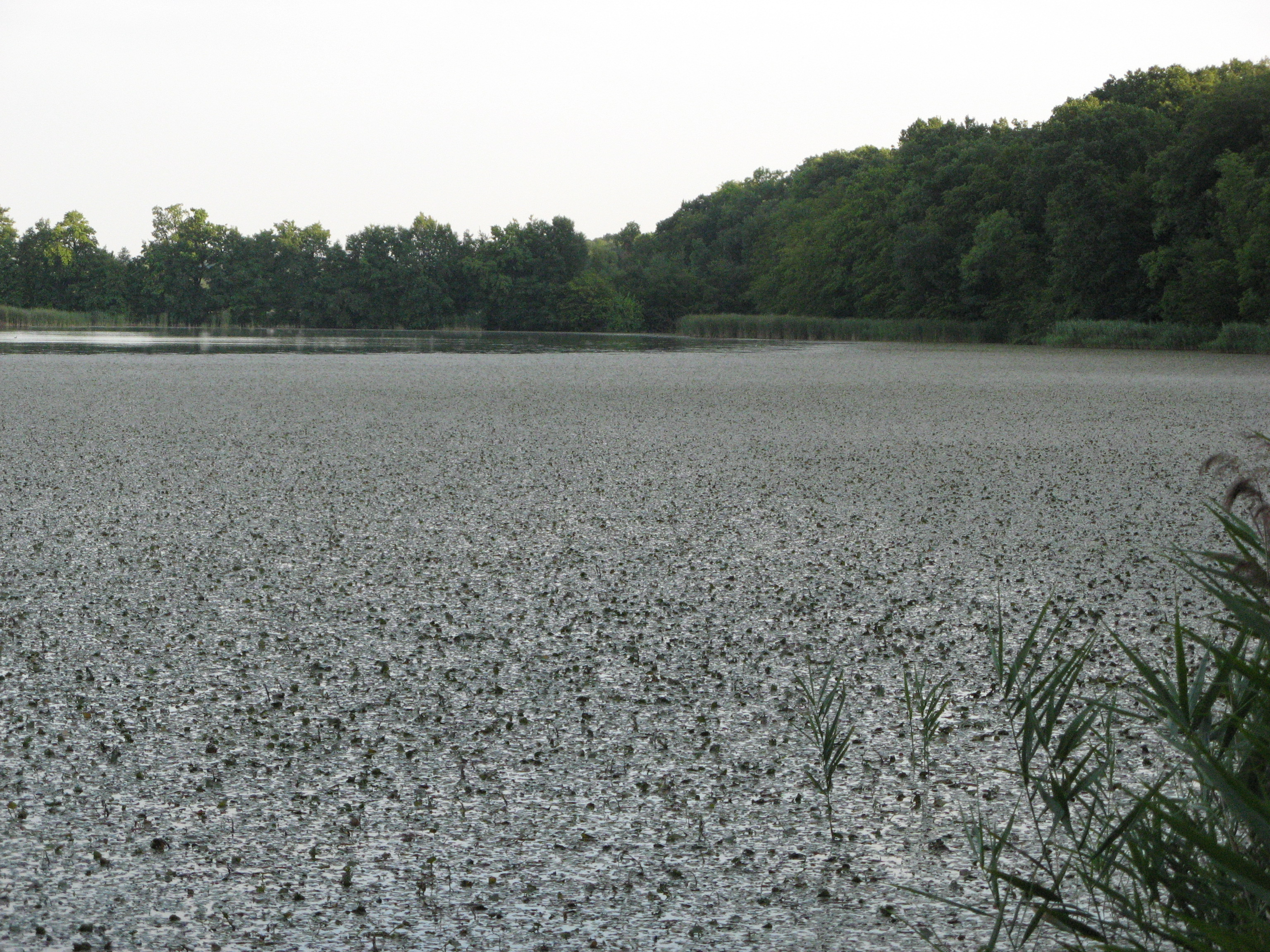
Зарості горіхів на озері Бабичак (Babiczak), Польща

В Україні нині зустрічається лише в деяких заплавних водоймах долини Прип'яті та Дніпра, а також гирла Дунаю.
 Любить неглибокі озера та річкові заводі з повільною течією. Вид поширений у Середземному морі, на Кавказі, в Центральній та Східній Європі, на півночі Казахстану, південній частині Сибіру, на Далекому Сході, у Західній Азії.

### У світі
У Росії горіх також має назву «чилім».
У Краснодарському краї продавали чилім на ринках цілими мішками і возами. У Горьківській області на річці Алатир чиліма дуже багато.
Близько Мурома, біля Оки, є ціле озеро, назване «Горіховим», заросле чилімом, з якого протягом літа збирали до 150 тонн водяних горіхів.
Новим ареалом водяного горіху стали прісноводні водойми Східної Америки та Австралії. До Східної Америки водяний горіх завезли випадково, де він добре прижився. За висновками науковців, водяний горіх колись був і в Америці, але потім (під час останнього льодовикового періоду) зник.
У посушливій Австралії водяний горіх став екологічною катастрофою. Теплі водойми та відсутність природних ворогів сприяли швидкому розповсюдженню горіха і той вкриває усю поверхню прісноводних водойм.
Водяний горіх вирощують на острові Шрі Ланка, в Японії, Китаї і на півдні Африки, до гирла річки Замбезі. У Китаї та Індії рослину вирощують на болотах.
Назва озера Ньяса (Південно-Східна Африка) означає: «житло водяного каштана».

### Місця зростання
Прісноводні непроточні або малопроточні водойми, заводі річок, на глибині до 4,5 м (хоча типова довжина стебла 2 — 2,5 м). Нерідко є домінантом угруповань водяної рослинності. Є індикатором евтрофних слабопроточних водойм.

## Чисельність
Трапляється спорадично. Популяції численні. Причини зміни чисельності: меліоративні роботи, пересихання чи засолення водойм, забруднення водойм, знищення рослин під час збору плодів. У водосховищах дніпровського каскаду відбувається значний розвиток заростей цього виду. 

## Охорона
Trapa natans охороняється в Європі і занесений до Додатку І Бернської конвенції (охоронна категорія: вид підлягає особливій охороні).
Вид занесений до Червоної книги України (охоронна категорія: неоцінений вид). Формація водяного горіху занесена до Зеленої книги України. Охороняється в природних заповідниках та заказниках. Необхідно створити нові заказники (зокрема, на Поліссі), контролювати стан популяцій.
Якщо вам, читачу, вдасться знайти водяний горіх, не виривайте його, не з'їдайте усі горіхи, а киньте їх (горіхи) в інші водойми недалеко від берега, на глибину не більше 0,7 — 1 метра.

## Практичне значення

### Використання в ландшафтній архітектурі

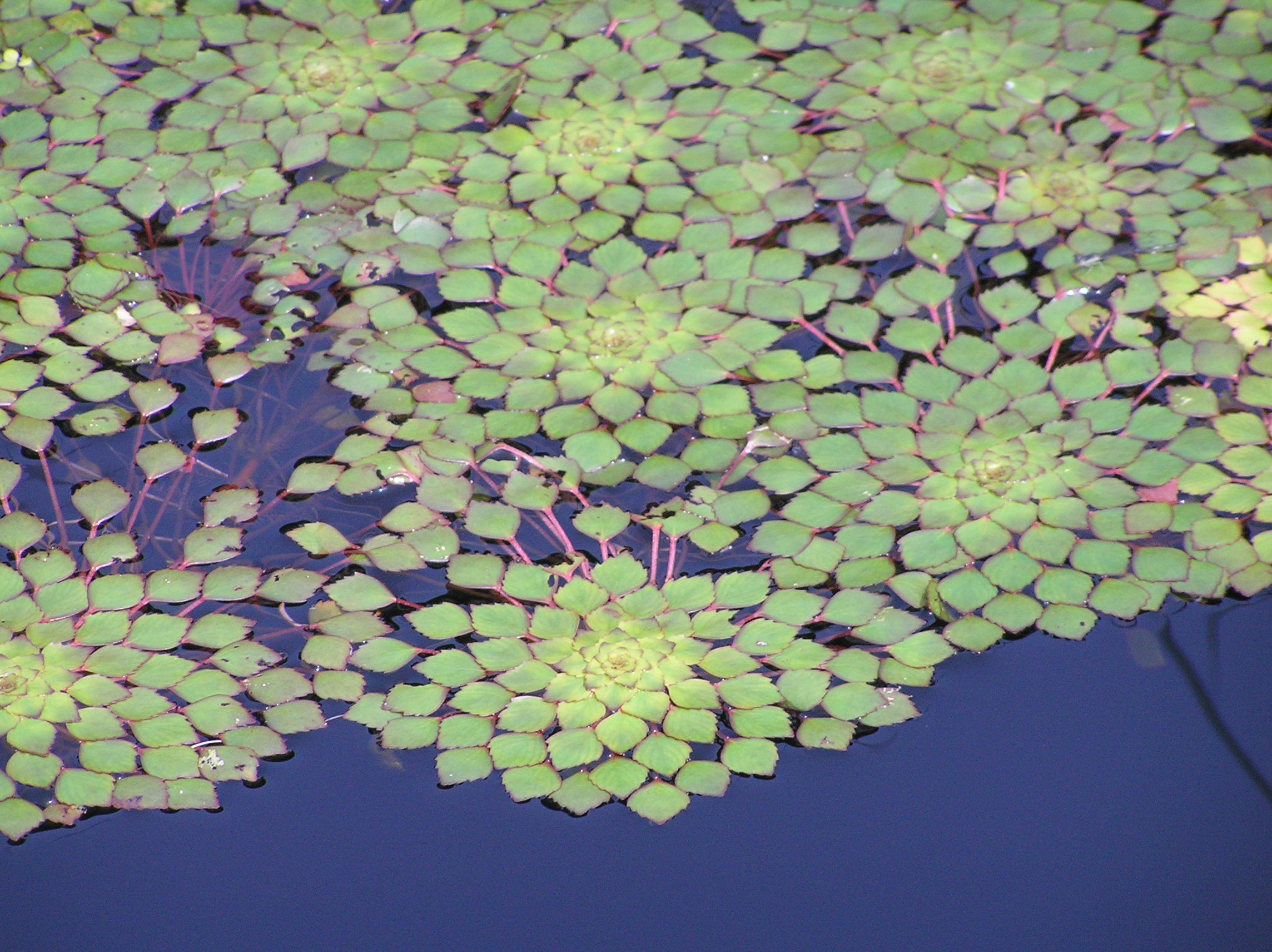

Водяний горіх — одна з бажаних рослин для декоративних ставків та штучних озер. Горіхи або кидають на дно, або садять в невеликі горщики з мулом. Горщики ставлять на дно на відстані 5-15 см від поверхні на бік, що добре прогрівається сонцем. Коли температура води досягне позначки 25-27 градусів за Цельсієм, горішки проростуть. Тепер їх переносять на глибину 80-150 см. Не слід боятися перенесень, бо рослина не має коренів і добре переносить зміну місця розташування. Для додатковою фіксації рослин на необхідному місці до стовбура можна прилагодити камінь — котву (якір). Рослина добре підходить для мілких прісних водойм, але не у всіх дає горішки.

### У харчуванні

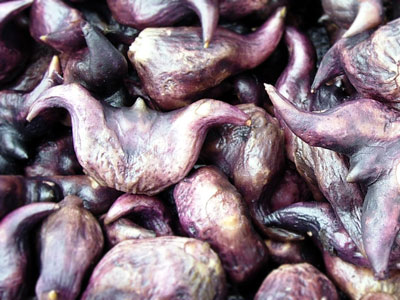
Плоди

Розламавши тверду шкаралупу горіха, всередині знаходять велике біле ядро. Водяний горіх дуже смачний і поживний: у ньому міститься до 3 відсотків жиру, 24 відсотка білка і 55 відсотків крохмалю. Його їдять сирим, звареним у солоній воді або запеченим у жарі, як картоплю.
Горіх розмелюють на крупу та борошно.
Козаки споживали його в їжу. У згадках мандрівників описують спосіб заготівлі горіхів, що знаходяться на річковому дні. Закидалася у воду повстина і горіхи чіплялися до неї.

## Цікаві факти
- У багатьох місцях, де тепер не росте ця рослина, знаходять її горіхи в шарах торфу[2]. Горіх цієї рослини в давнину, ще в епоху пальових будівель, був одним з головних джерел харчування[2].
- У болоті біля озера Ванаявезі (Фінляндія) археологи розкопали велику кількість розколотих горіхів «чиліма», змішаних з деревним вугіллям. У Латвії був знайдений шар шкаралупи горіхів і дерев'яні калатала з ріжками горіха, що вп'ялися в них. Археологічні дослідження в Південній Німеччині показують, що для доісторичних мешканців цієї території водяний горіх був одним з головних харчових продуктів. Ці знахідки відносять до кам'яної доби[2].
- Водяний горіх використовувався в релігійних церемоніях в Китаї часів династії Чжоу (1046 до н. е. － 256 до н. е.).
- До початку ХХ ст. водяний горіх був звичайним харчовим товаром на ринках по всій Європі. Особливо в Італії, де його продавали смаженим, як сьогодні солодкі каштани.

### В Індії

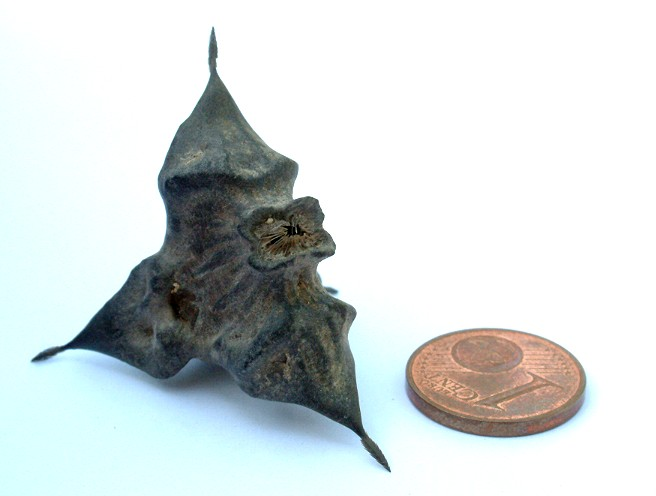
Плід і монета

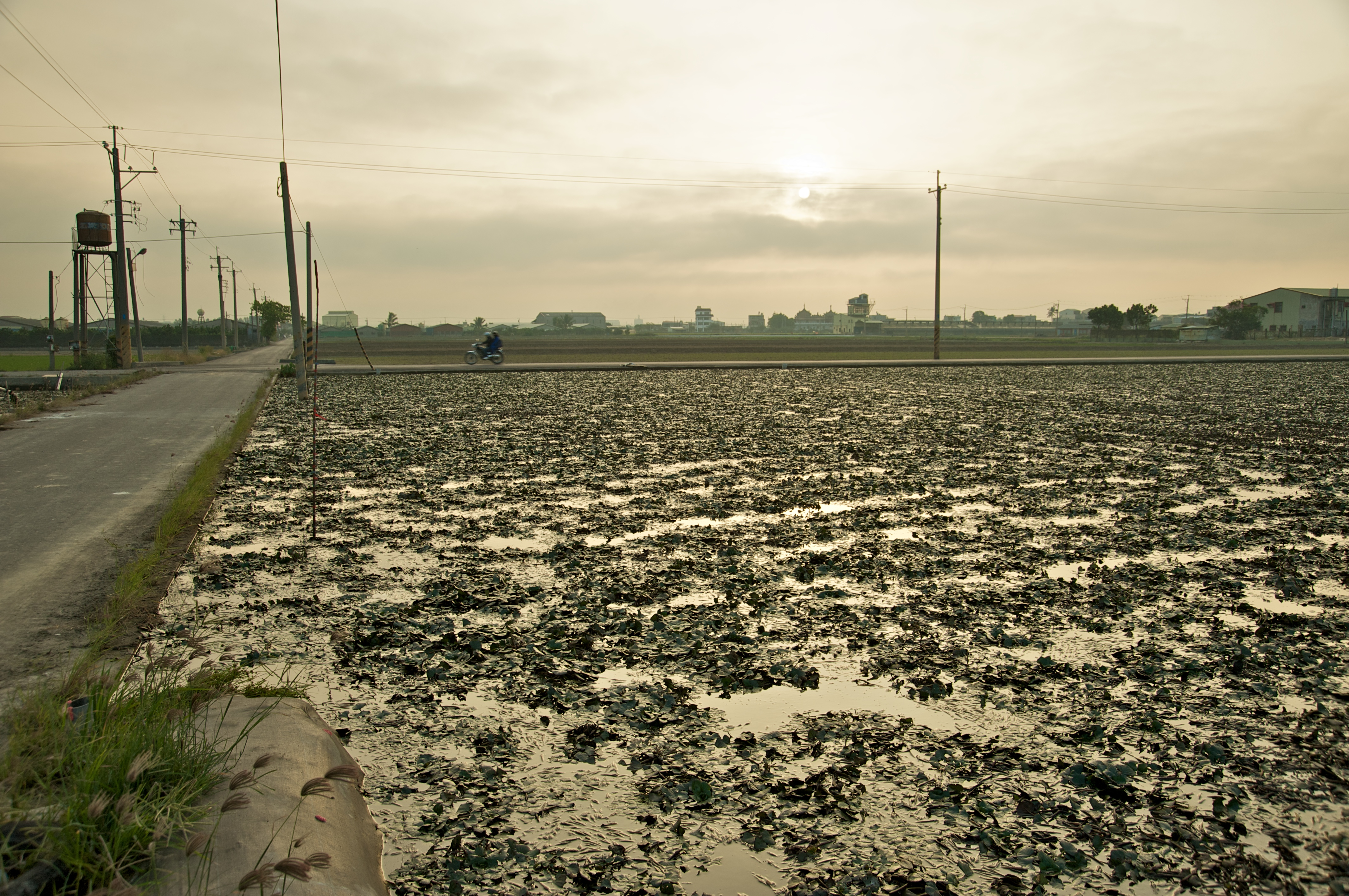
Водяні горіхи на заливному полі в місті Тайнань

В Індії, зокрема в Кашмірі, до 40 000 чоловік протягом 5 місяців на рік харчуються водяними горіхами. У неврожайні роки під час голоду горіхи рятували життя не одній тисячі індусів. Їх вживають і як ліки при дизентерії.
Густі зарості водяного горіха надають озерам вигляд зелених луків.
Індуси з особливих човників збирають горіхи, які вони називають «сингара». Люди, що не мають човників, стоять по груди у воді і кладуть горіхи в кошики, що плавають поряд. Ділянки водойм з горіхом здають в оренду за особливу плату за право збирання горіхів. Водні «поля» горіхів відгороджені плавучими стовбурами бамбука.
В Індії сіють насіння рослини ногами, стоячи у воді. Садять молоді кореневища рослини теж ногами: захоплюючи шматок кореневища між великим і другим пальцем ноги, втоптують їх у мул.
У Бенаресі з водяних горіхів роблять «священні» намиста.
Індуси їдять горіхи із сіллю і перцем, варять юшку і печуть з них хліб. Горіхи або розмелюють на борошно на ручному млині, або кладуть на ніч у воду і на ранок розминають як тісто. За смаком хліб з горіха схожий на пшеничний.
Щороку від коренів водяного горіха виростають нові пагони. Водяні горіхи без води втрачають схожість, тому при садінні в інших водоймах їх слід переносити в банці з водою.
В Індії зібрані восени горіхи, призначені для посіву навесні, закопують на зиму в землю.